# Albert (grande distribution)
Pour les articles homonymes, voir Albert.
Albert est une enseigne tchèque de grande distribution créée en 1991, appartenant au groupe néerlandais Ahold. Albert existe actuellement en Tchéquie, Slovaquie et auparavant en Pologne.
En 2009, la chaîne Albert a remplacé tous les hypermarchés Hypernova en Tchéquie, la chaîne compte actuellement plus de 280 supermarchés et hypermarchés Albert en République tchèque.

## Implantation

### Nombre de magasins par pays

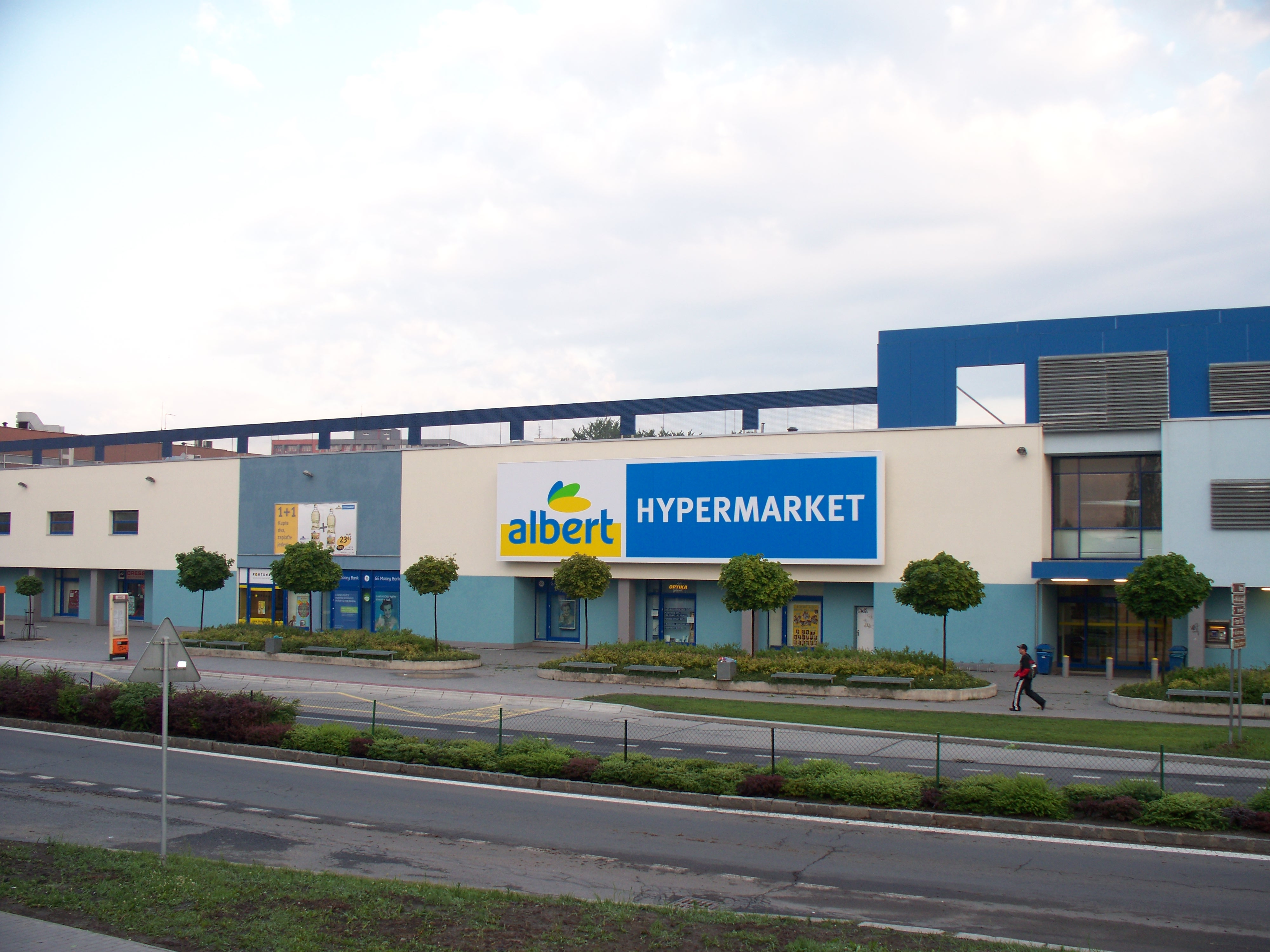
Un hypermarché Albert à Orlová, Tchéquie

| Pays               | Premier magasin | Magasins (2012) |
| ------------------ | --------------- | --------------- |
| Pologne            | 2006            | 0               |
| Slovaquie          | 2001            | 24              |
| République tchèque | 1991            | 282             |